# Netzstörung
Eine Netzstörung liegt vor, wenn in einem Netz Störungen auftreten, welche dessen Funktionsfähigkeit oder Verfügbarkeit teilweise oder ganz beeinträchtigen.

## Allgemeines
Zu den Netzen gehören insbesondere im Verkehrswesen das Straßen-, Schienen- und Wasserstraßennetz, im Energiesektor die Versorgungs- (Gasnetz, Stromnetz, Trinkwassernetz, Kanalisation) und Verbundnetze sowie in der Telekommunikation die Rechnernetze und Verteilnetze. Durch die enge Verbindung der Netzknoten untereinander und erhöhte Netzlast kann sich die Störung in einem Teilbereich durch den Dominoeffekt auf das gesamte Netz ausdehnen. So führt die Störung in einem Umspannwerk (Netzknoten) zum Stromausfall im betroffenen Stromnetz oder der Verkehrsunfall auf einer Straße zum Verkehrsstau in der Region; Stromausfall und Verkehrsstau sind typische Netzstörungen. Auch unerwünschte elektrische Spannungen, die an Elektrogeräte übertragen werden, bezeichnet man als Netzstörung. Ein Netzausfall oder Totalausfall liegt vor, wenn die Netzversorgung völlig zusammenbricht.   

## Arten
Unterschieden wird zwischen Störquellen, die außerhalb des Netzes liegen, und Störquellen aus dem Netz selbst:
- Äußere Störquellen können Naturkatastrophen, Terroranschläge oder Wetter sein (beispielsweise Überschwemmungen von Straßen, Hochwasser im Wasserstraßennetz, Blitzschlag in eine Überlandleitung).
- Im Netz selbst auftretende Störungen sind insbesondere technischer Art wie (Funklöcher in Funknetzen, Überspannungen, Spannungseinbrüche, Spannungsspitzen und Schwingungen im Stromnetz, Netzüberlastung bei der Netzlast) oder strafrechtlicher Art (Cyberattacken im Internet).

Netzstörungen können auch durch den Stromnetzbetreiber verursacht werden, wenn etwa die Einspeisung von Strom zu gering ist, um die Ausspeisung (den Stromverbrauch) zu decken.

## Rechtsfragen
Mit Netzstörungen befasst sich unter anderem das Telekommunikationsgesetz (TKG). Verursacht ein Endgerät ernsthafte Schäden an einem Netz oder schädliche Störungen beim Netzbetrieb oder funktechnische Störungen, so kann die Bundesnetzagentur gemäß § 73 Abs. 5 TKG dem Betreiber öffentlicher Telekommunikationsnetze gestatten, für dieses Gerät den Anschluss zu verweigern, die Verbindung aufzuheben oder den Dienst einzustellen. Der Verbraucher kann gemäß § 58 Abs. 1 TKG von einem Anbieter eines öffentlich zugänglichen Telekommunikationsdienstes verlangen, dass dieser eine Störung unverzüglich und unentgeltlich beseitigt, es sei denn, der Verbraucher hat die Störung selbst zu vertreten. Betreiber öffentlicher Telekommunikationsnetze sind nach § 165 Abs. 2 TKG verpflichtet, angemessene technische Vorkehrungen und sonstige Maßnahmen zu treffen zum Schutz gegen Störungen, die zu erheblichen Beeinträchtigungen von Telekommunikationsnetzen und -diensten führen, auch soweit sie durch äußere Angriffe und Einwirkungen von Katastrophen bedingt sein können.

## Netzmanagement
Das Netzmanagement hat unter anderem die Aufgabe, potenzielle Störungen im Netz zu verhindern und eingetretene Störungen zu protokollieren und zu beseitigen. Das Netzmanagement hat auch die Aufgabe, die Netzlast permanent zu überwachen, um etwaige Engpässe frühzeitig zu erkennen und die Kapazitäten zu erhöhen. Die Netzüberwachung wird überwiegend durch Computerprogramme sichergestellt, die beispielsweise einen hohen Druckverlust im Wasserversorgungsnetz melden, weil dieser möglicherweise auf einen Wasserrohrbruch (Störung im Wassernetz) zurückgeführt werden kann. Der Dominoeffekt kann sich auch netzübergreifend auswirken, wenn etwa der Stromausfall im Stromnetz auch das Rechnernetz lahmlegt.
Je größer ein Netz ist, desto anfälliger ist es für Netzstörungen, da jeder zusätzliche Benutzer die Netzlast erhöht und eine potenzielle Fehlerquelle darstellt. Jedes weitere, am Netz angeschlossene Endgerät kann andere angeschlossene Rechner beeinträchtigen, so dass die Fehlerwahrscheinlichkeit mit der Anzahl der Benutzer wächst.